# رود مولوگا
رود مولوگا (انگلیسی: Mologa) یک رودخانه در استان تور کشور روسیه است.